# Chamaedorea tepejilote
Chamaedorea tepejilote là loài thực vật có hoa thuộc họ Arecaceae. Loài này được Liebm. mô tả khoa học đầu tiên năm 1849.

## Hình ảnh

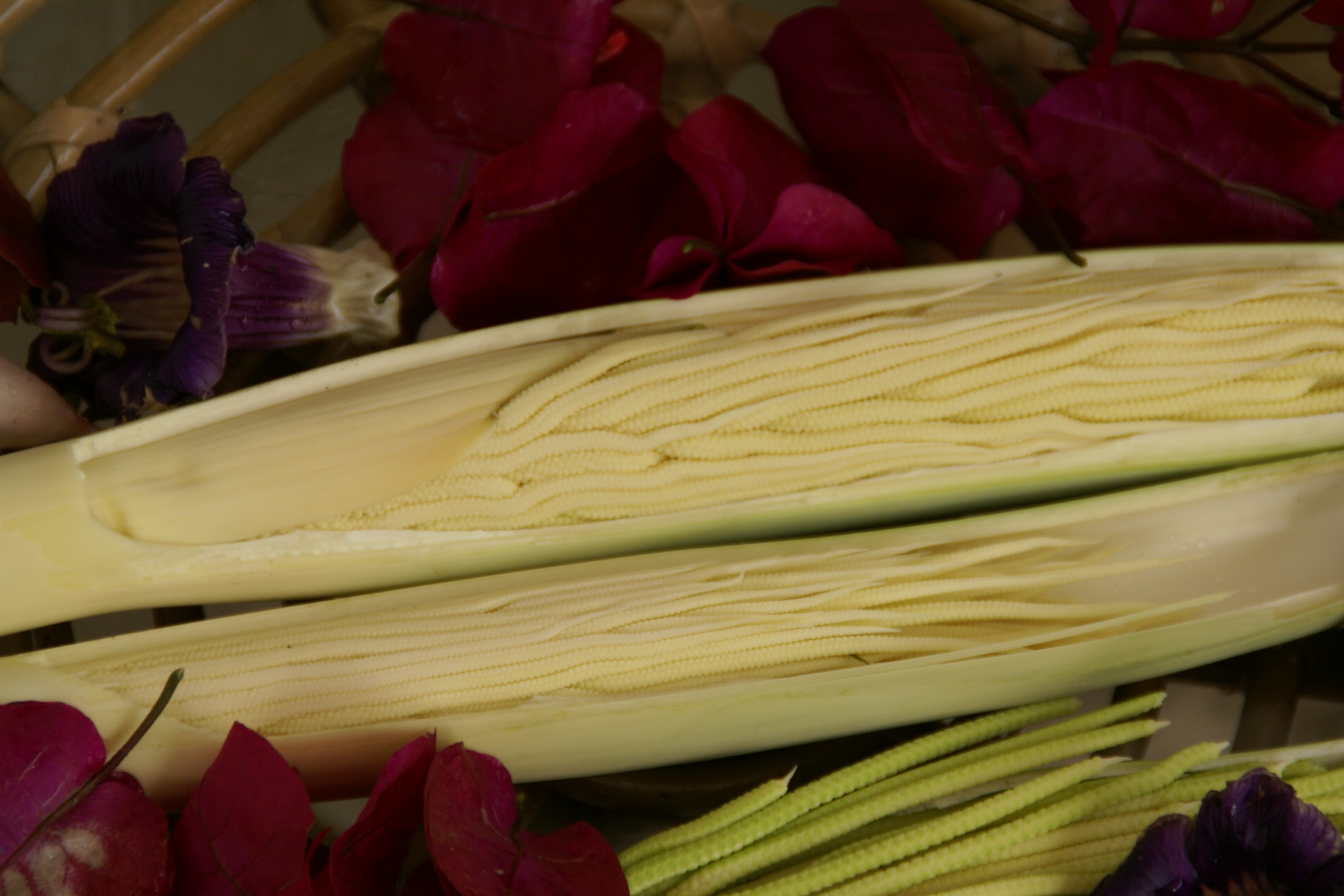
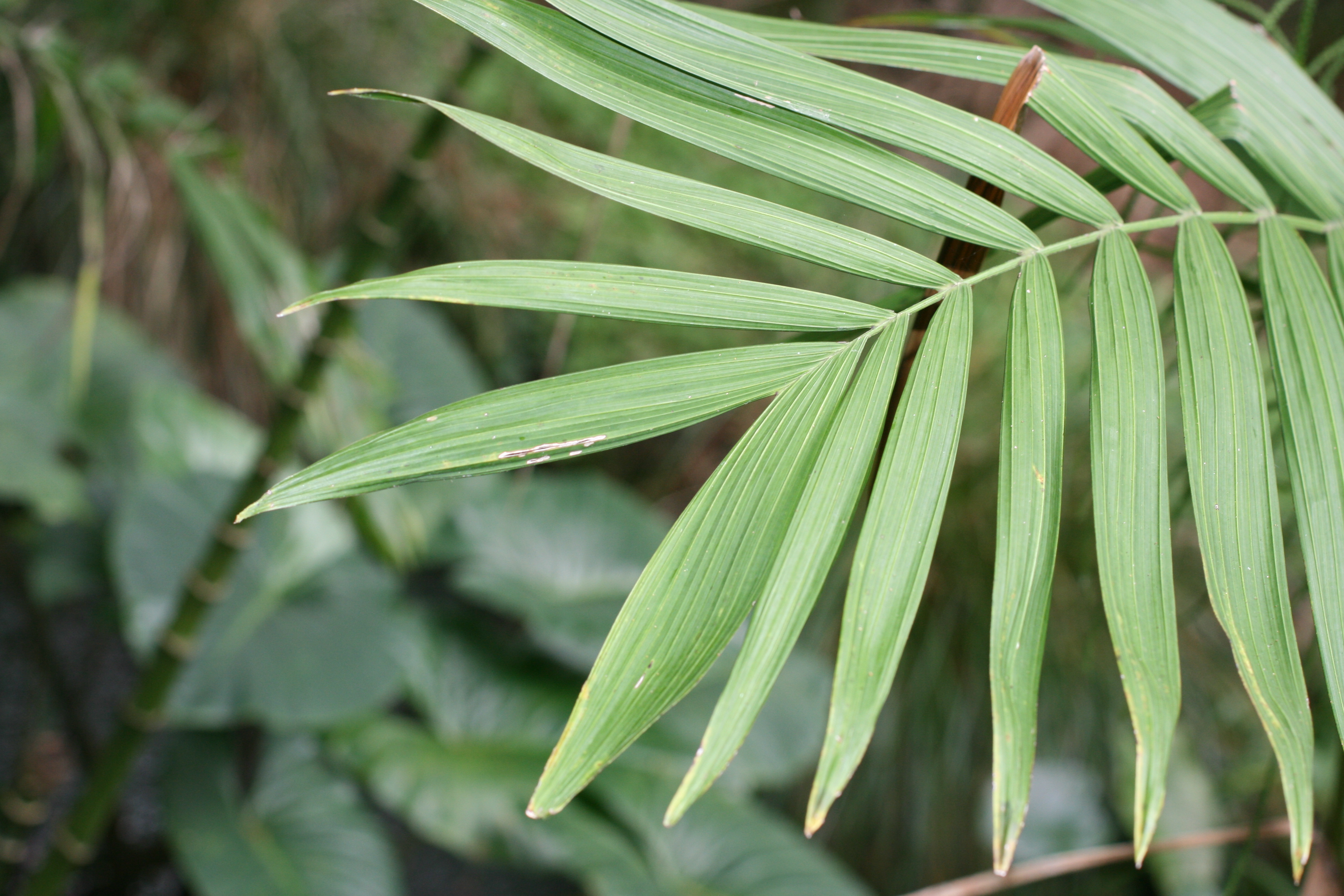
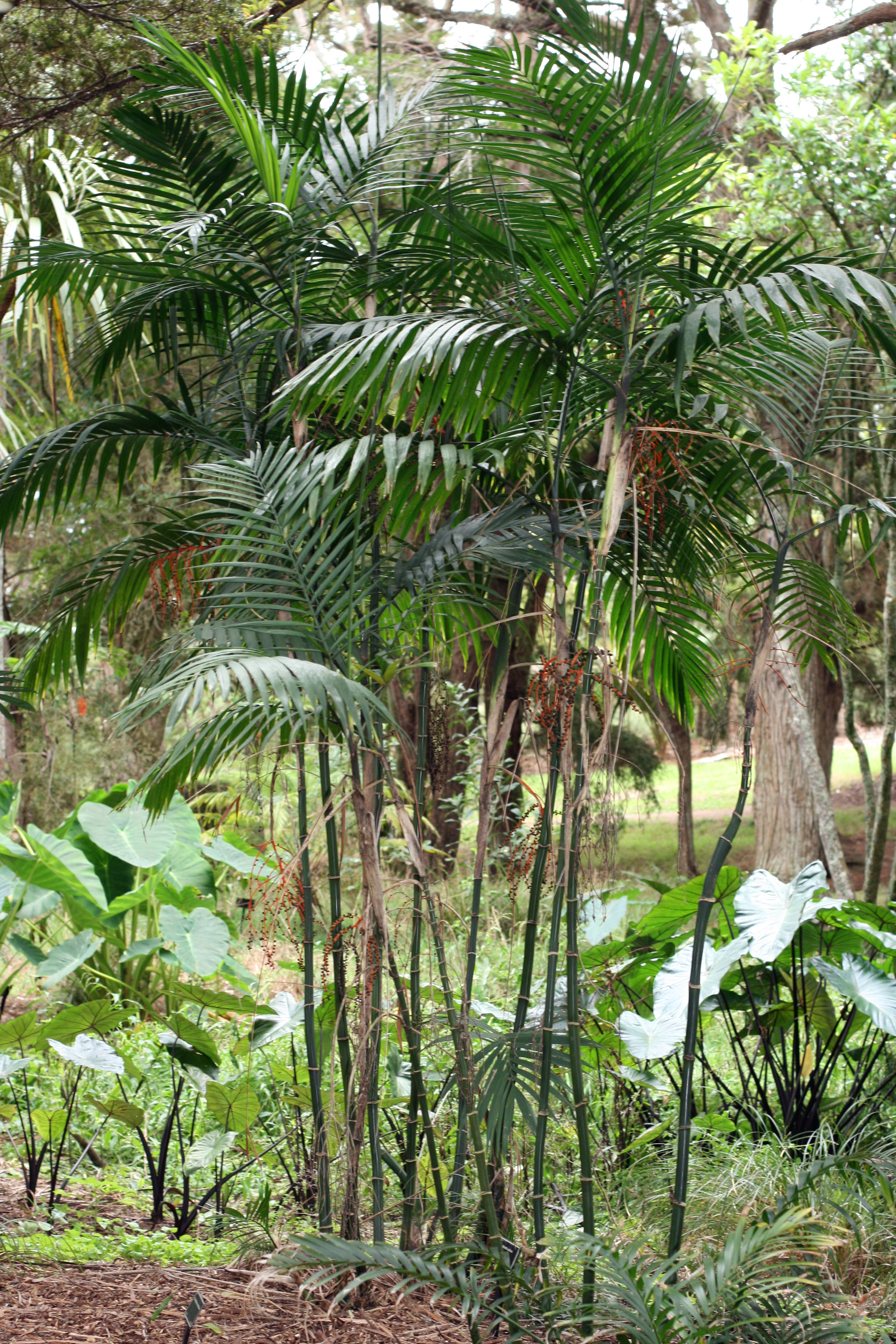
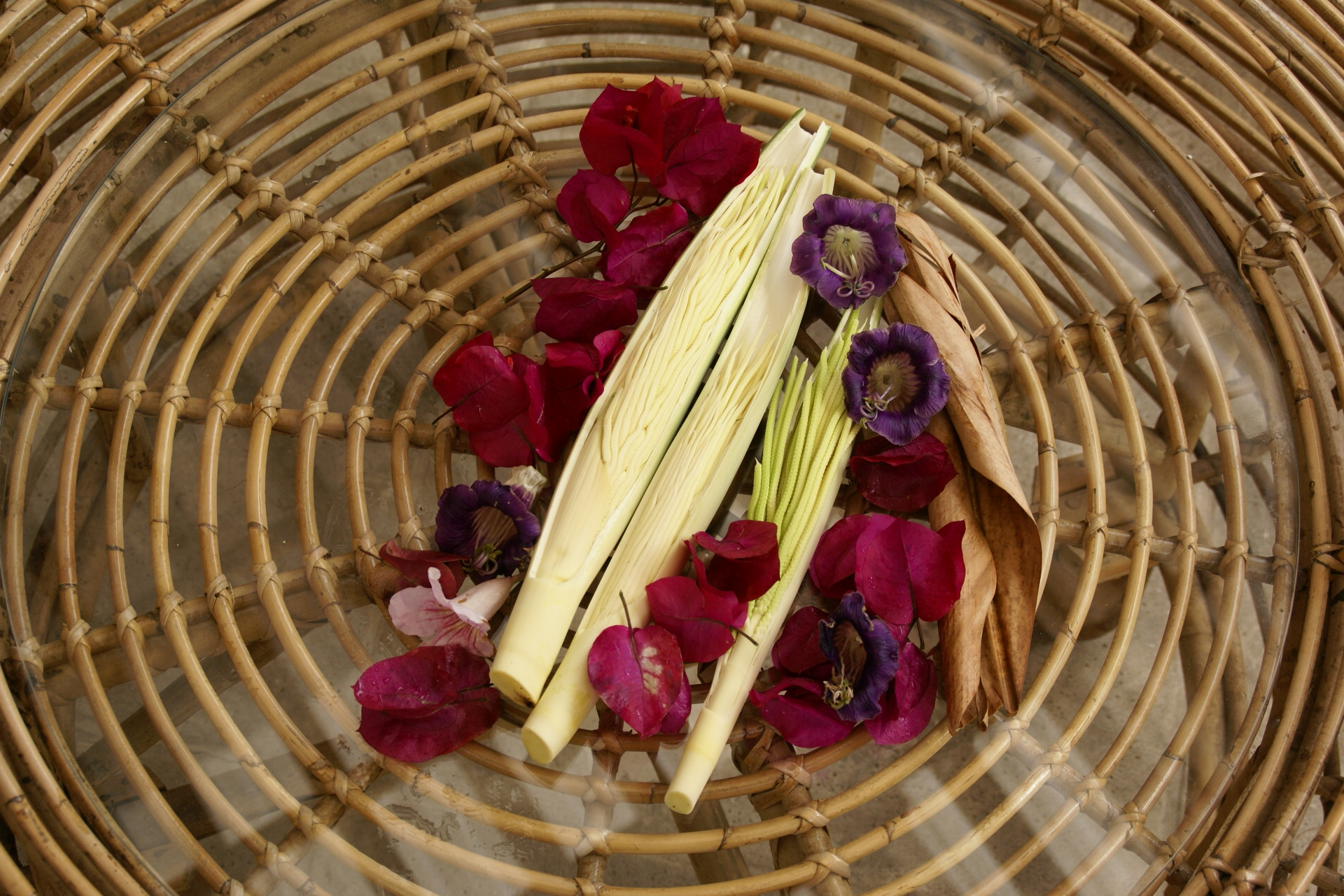